# Virgilio Rodríguez Beteta
Virgilio Rodríguez Beteta (Ciudad de Guatemala, 10 de marzo de 1885 - ibídem, 23 de marzo de 1967) fue un abogado, historiador, diplomático y escritor guatemalteco.

## Biografía

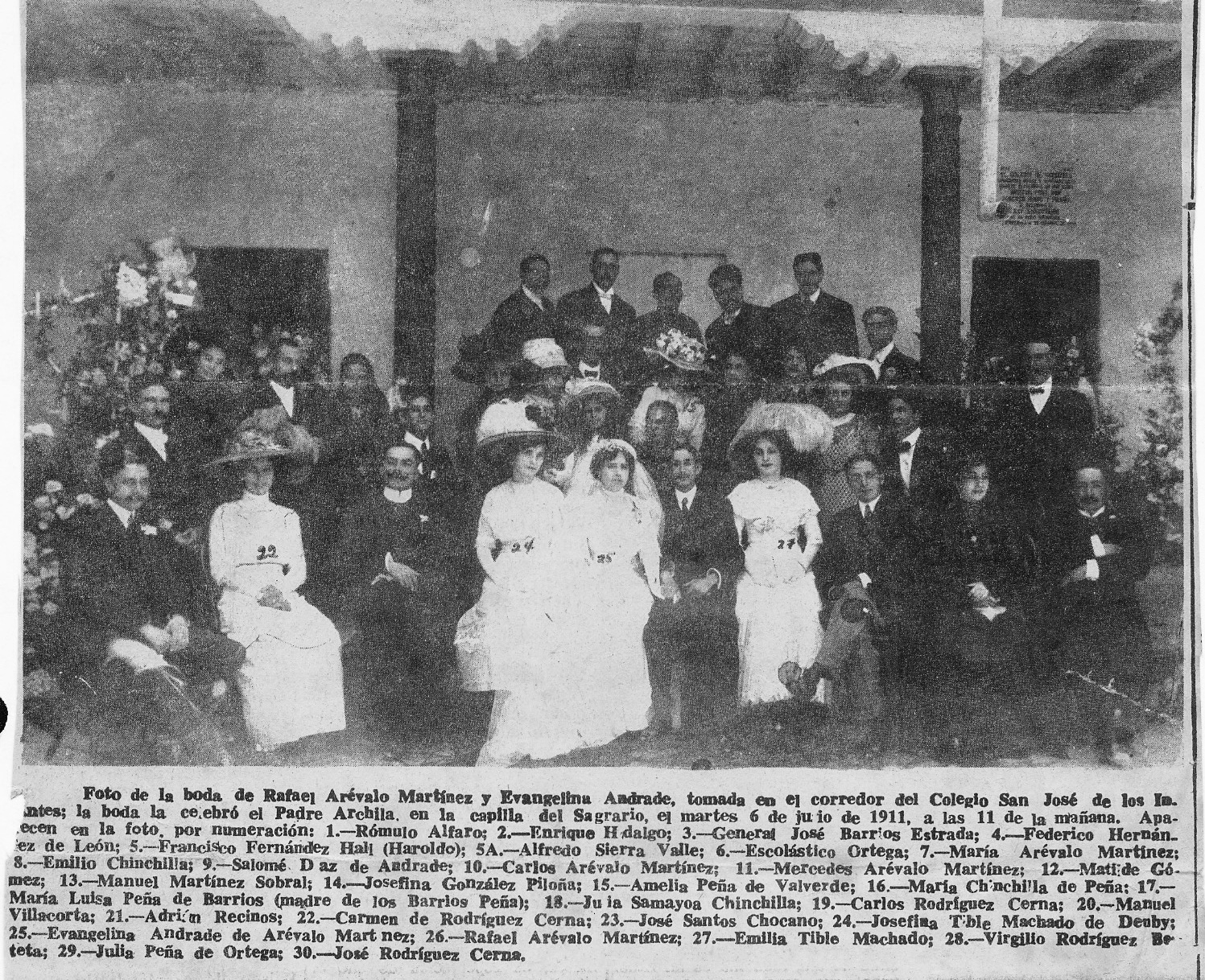
En la boda de Rafael Arévalo Martínez, tercero de derecha a izquierda en la primera fila.

Fue hijo del general Luis Beteta y Luz Rodríguez Laredo, descendiente del descubridor de California, Juan Rodríguez Cabrillo. Estudió en el Instituto Nacional Central para Varones de Guatemala, de donde se graduó como bachiller en Ciencias y Letras en 1902, cuando era director del instituto el oficial José María Orellana —quien dos décadas más tarde sería presidente de Guatemala—. Se graduó como abogado en la Facultad de Derecho y Notariado de la Universidad de San Carlos de Guatemala. En su primer matrimonio, con Elisa Macal Asturias, tuvo dos hijos: el escritor Virgilio Rodríguez Macal y su hermana Marta. De su segundo matrimonio con Marta Josefina Herrera, nació Roberto Rodríguez-Beteta Herrera, piloto aviador y compositor de música para marimba. De su tercer matrimonio, con Carmen Martínez Arboleda, nació Luz de María Rodríguez-Beteta Martínez, periodista, montañista y psicóloga industrial. Residió por extensos períodos en Honduras, Suiza, España, Chile y Colombia, desempeñando puestos diplomáticos en representación de Guatemala.

## Actividad profesional

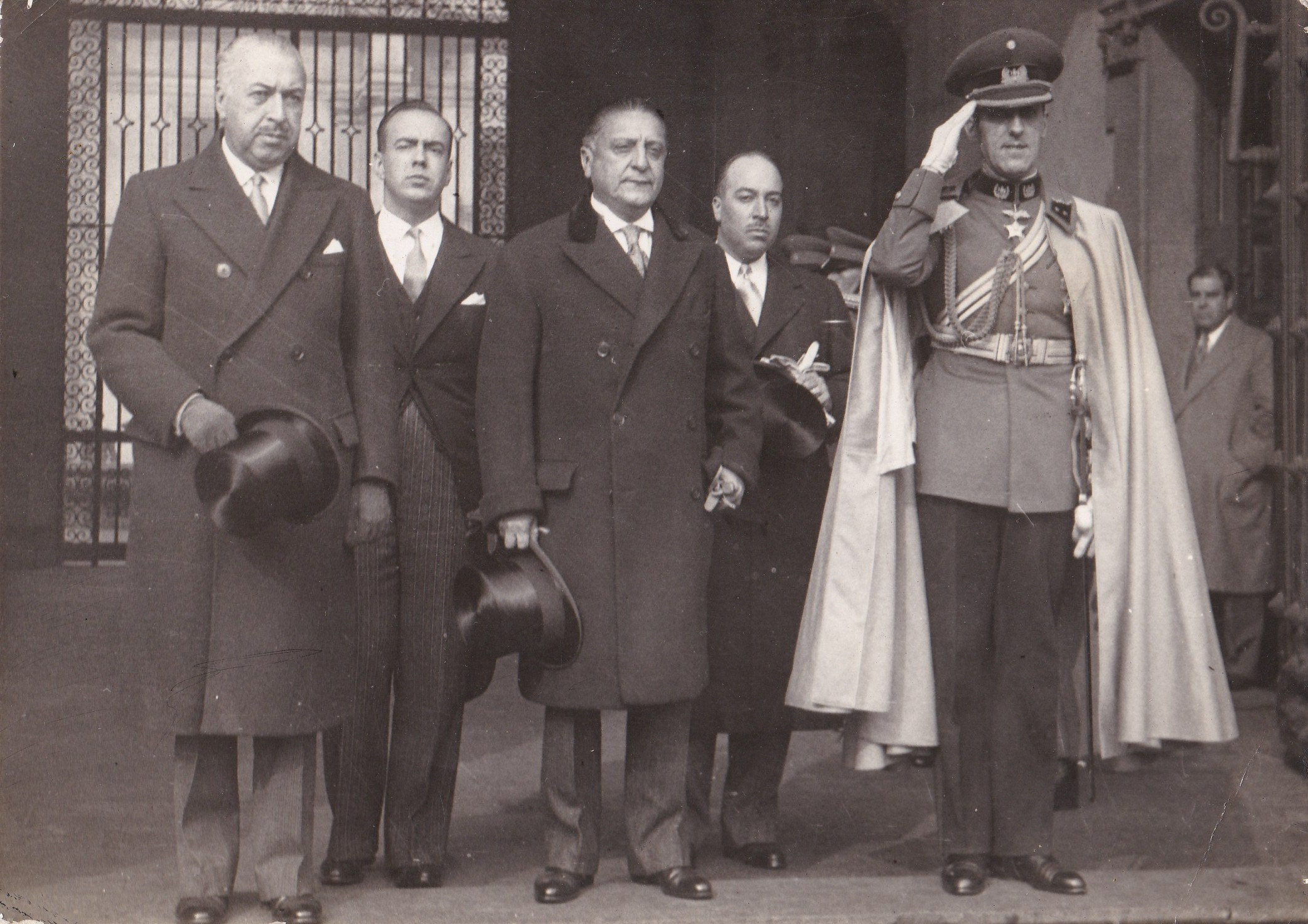
Virgilio Rodríguez-Beteta (al centro) presenta sus credenciales como embajador por la república de Guatemala ante la república de Chile, en el Palacio de la Moneda. Año 1937.

Rodríguez Beteta fue un intelectual polifacético, interesado en la cultura maya, la historia, la política y la cultura de Guatemala. En 1917 escribió el libreto para la ópera Quiché Vinak y le propuso su realización al compositor Jesús Castillo, quien compuso la partitura de lo que sería la primera ópera sobre tema y música maya quiché. Junto a Adrián Recinos, fundó la revista jurídica El Derecho, y también fue uno de los fundadores de la Sociedad de Geografía e Historia de Guatemala. Dirigió el Diario de Centro América y posteriormente aceptó representar a Guatemala como embajador ante los gobiernos de Honduras, España, Chile y Colombia, siendo también embajador ante la Sociedad de Naciones en Ginebra, Suiza. Su edad madura la dedicó a la investigación histórica y politológica, publicando una serie de libros importantes sobre una variedad de temas en esas disciplinas.

## Muerte
Falleció en su ciudad natal el 23 de marzo de 1967.

## Obras
- — (1926). La mentalidad colonial: ideologías de la independencia, doctrinas políticas y económico-sociales. Paris: Paris-América.
- — (1930). El Partido liberal unificado ante la tumba de Barrios. Guatemala: Tipografía nacional. «Discurso pronunciado el 2 de abril de 1930».
- — (1947). El libro de Guatemala grande: Petén-Belice. Guatemala: Tipografía nacional.
- — (1958). Los dos brujitos mayas: el cuento-novela de la antigüedad americana. Guatemala: Ministerio de Cultura, Departamento Editorial.
- — (1963). La política inglesa en Centro América durante el siglo XIX. Guatemala: José de Pineda Ibarra/Ministerio de Educación Pública.
- — (1963). La patria maya; del Istmo de Tehuantepec al de Panamá. Guatemala.
- — (1965). Trascendencia nacional e internacional de la guerra de Centro América contra Walker y sus filibusteros. Guatemala: Editorial del Ejército.
- — (1965). Solidarity and responsibilities of the United States in the Belize case (en inglés). Guatemala: Tipografía nacional.
- — (1980). No es guerra de hermanos sino de bananos; como evité la guerra en Centroamérica en 1928. Biblioteca de cultura popular "20 de octubre" 53. Guatemala: José de Pineda Ibarra.